# Mountain Dew (film 1912)
Mountain Dew è un cortometraggio muto diretto da George Melford.

## Trama
Sulla montagna, il vecchio Hardy continua la sua attività di distillatore illegale anche se il governo, da anni, è sulle sue tracce ma senza ottenere le prove che servirebbero a incastrarlo. Sul posto, viene inviato l'agente Lane che riesce a trovare il sentiero che porta al nascondiglio dei distillatori. Mentre lo percorre, però, viene avvistato dai contrabbandieri che gli sparano, colpendolo. Mary, la figlia del vecchio Hardy, trova il ferito e lo porta a casa per curarlo. I due si innamorano e Lane scopre presto che la ragazza è la figlia di Hardy. Avendo fallita la missione che gli era stata affidata, Lane cade in disgrazia presso i suoi superiori che decidono di dare l'incarico a un altro agente. Lane, allora, torna sulle montagne dove convince Hardy e i suoi a distruggere la distilleria clandestina. Così, quando arrivano i federali, si trovano davanti ai resti della distilleria completamente smantellata e Lane li convince che i contrabbandieri abbiano ormai abbandonato il villaggio. Dopo aver lasciato gli agenti, Lane raggiunge Mary, conquistandola definitivamente.

## Produzione
Il film fu prodotto dalla Kalem Company.

## Distribuzione
Distribuito dalla General Film Company, il film - un cortometraggio di una bobina -  uscì nelle sale cinematografiche USA il 4 novembre 1912. La Moving Pictures Sales Agency lo distribuì nel Regno Unito il 19 gennaio 1913.